# Pseudechis australis
Espèce
Synonymes
- Naja australis Gray, 1842
- Pseudechis darwiniensis MacLeay, 1878
- Pseudechis denisonioides Werner, 1909
- Pseudechis platycephalus Thomson, 1933
- Denisonia brunnea Mitchell, 1951

Pseudechis australis, le Serpent de la Mulga, est une espèce de serpents de la famille des Elapidae.

## Répartition

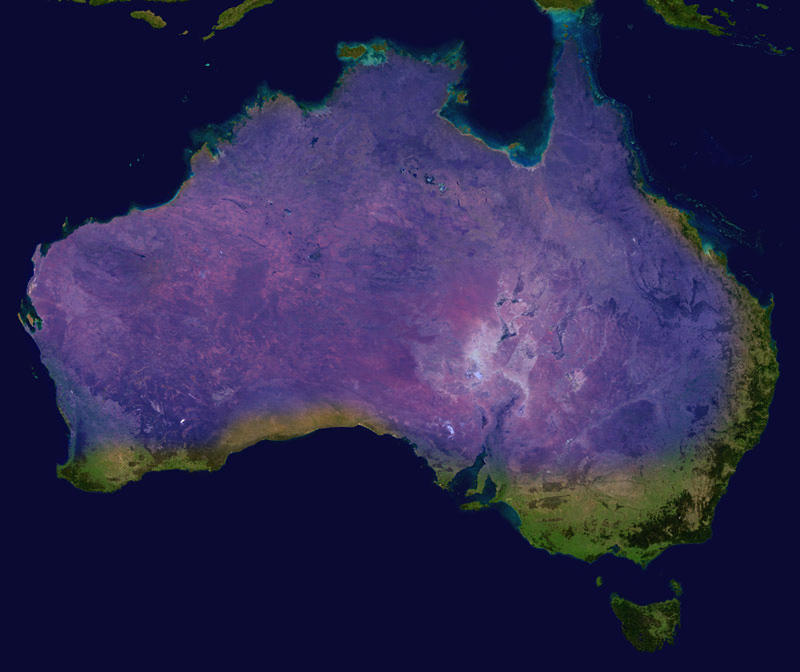
Distribution

Cette espèce est endémique d'Australie.
C'est un serpent commun en Australie où on le trouve partout sauf en Tasmanie et au Victoria.

## Description

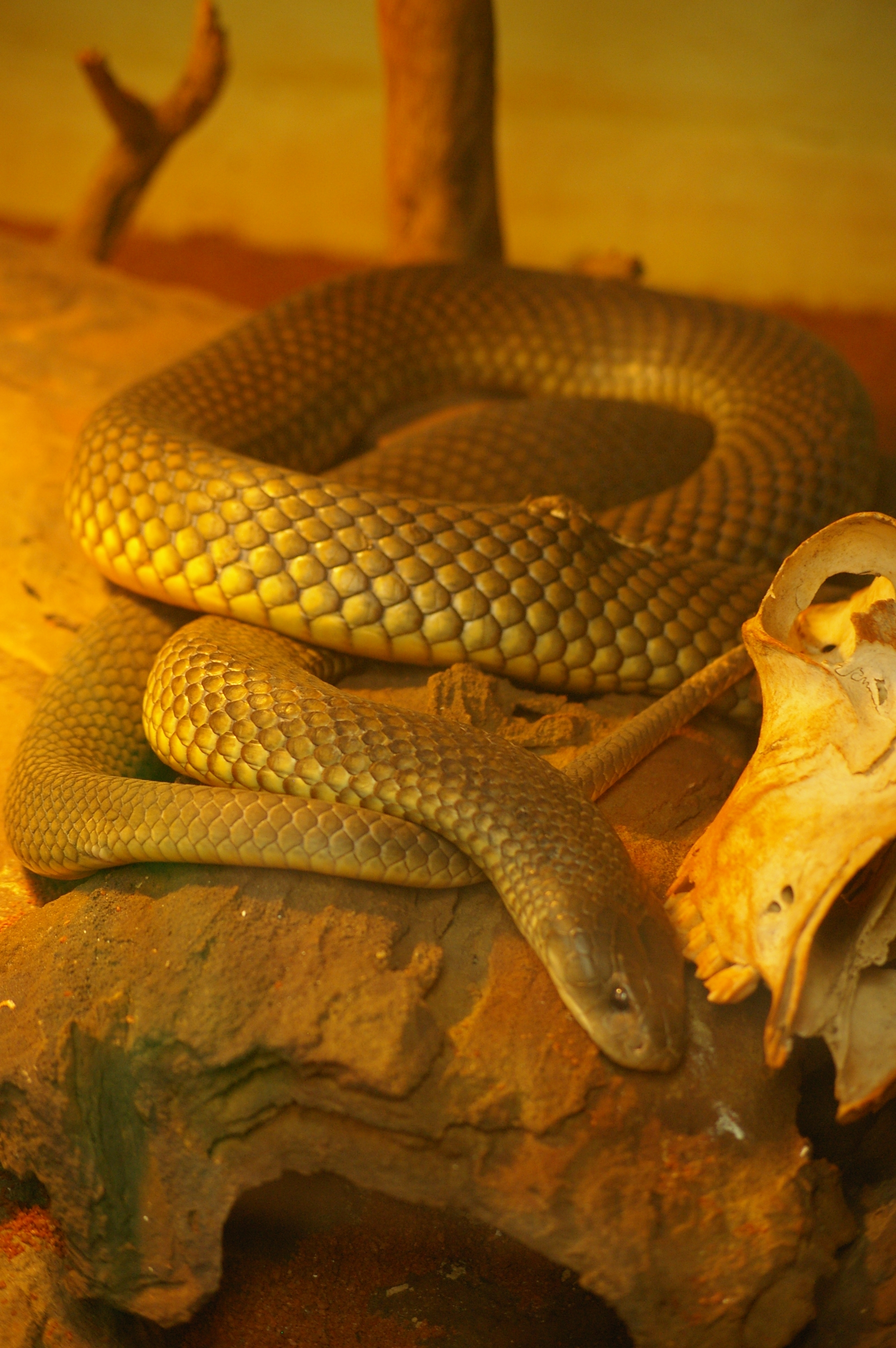
Pseudechis australis

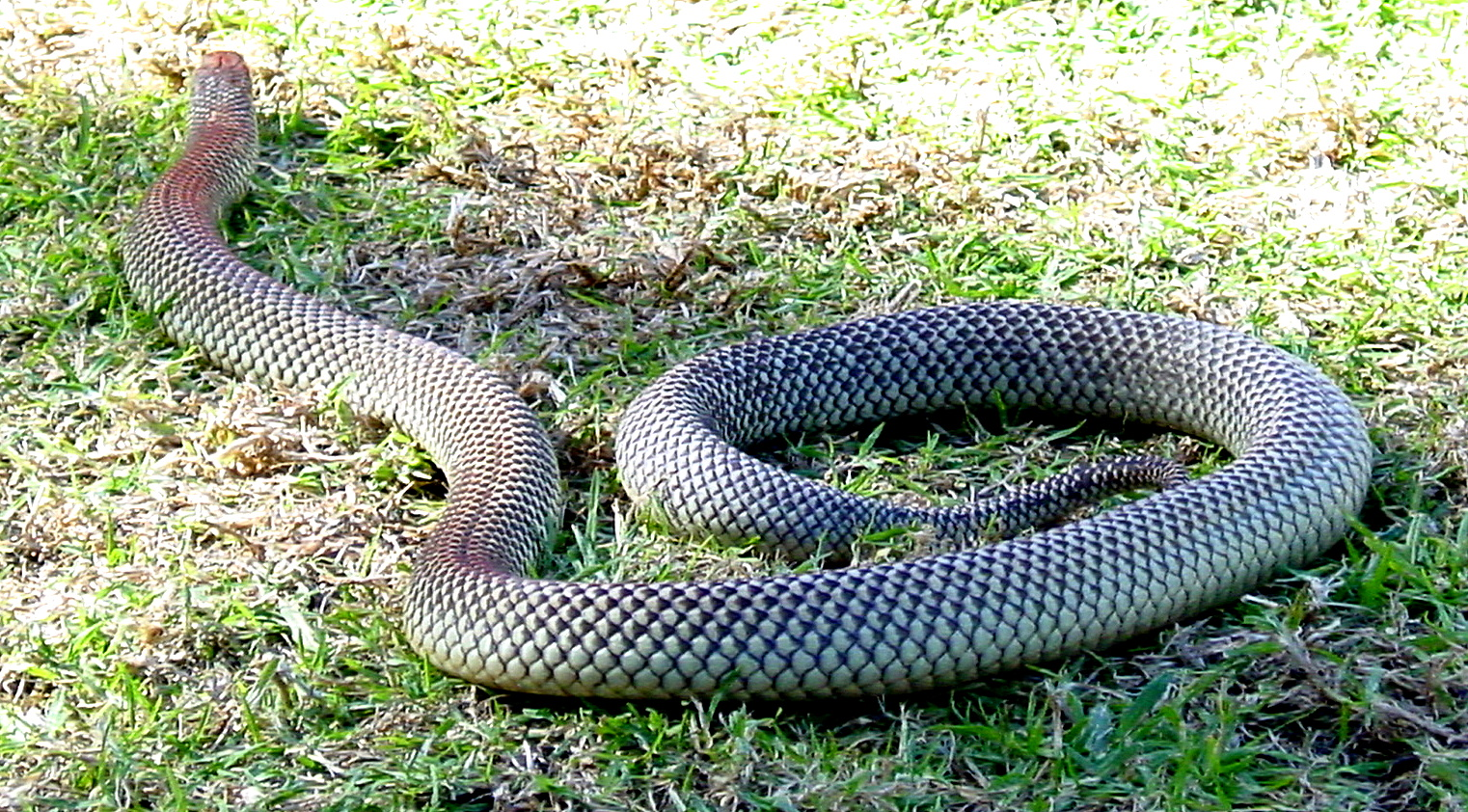
Pseudechis australis

C'est par sa taille le deuxième plus grand serpent venimeux australien après le Taïpan côtier, il mesure de 2,5 à 3 mètres de long et sa couleur varie suivant les régions : brun clair dans les régions désertiques, brun foncé dans les régions plus fraîches du Queensland, de l'Australie-Méridionale et de la Nouvelle-Galles du Sud.
Il se nourrit d'autres serpents, d'oiseaux, de rats ou de grenouilles.
Il produit de grandes quantités de venin.

## Publication originale
- Gray, 1842 : Description of some hitherto unrecorded species of Australian reptiles and batrachians. Zoological Miscellany, vol. 2, p. 51-57 (texte intégral).